# 2028년 코파 아메리카
2028년 코파 아메리카는 2028년에 개최될 예정인 49번째 코파 아메리카 대회이다. 남미의 모든 팀과 초정국이 이 대회에 참가한다.